# Antarctothoa cancer
Antarctothoa cancer is een mosdiertjessoort uit de familie van de Hippothoidae. De wetenschappelijke naam van de soort is, als Lepralia cancer, voor het eerst geldig gepubliceerd in 1873 door Frederick Wollaston Hutton.